# Lotte Insurance
Lotte Insurance (tiếng hàn:롯데손해보험) là một công ty bảo hiểm của Hàn Quốc (trước đây gọi là Hanwha Daehan Life Insurance), có trụ sở tại Seoul, được thành lập vào năm 1946. Bộ phận bảo hiểm thiệt hại của công ty kiểm soát phần lớn thị trường thẻ điện thoại Hàn Quốc dưới tên thương hiệu bảo hiểm xe hơi trực tuyến giá rẻ How Much.